# Rupert Riedl

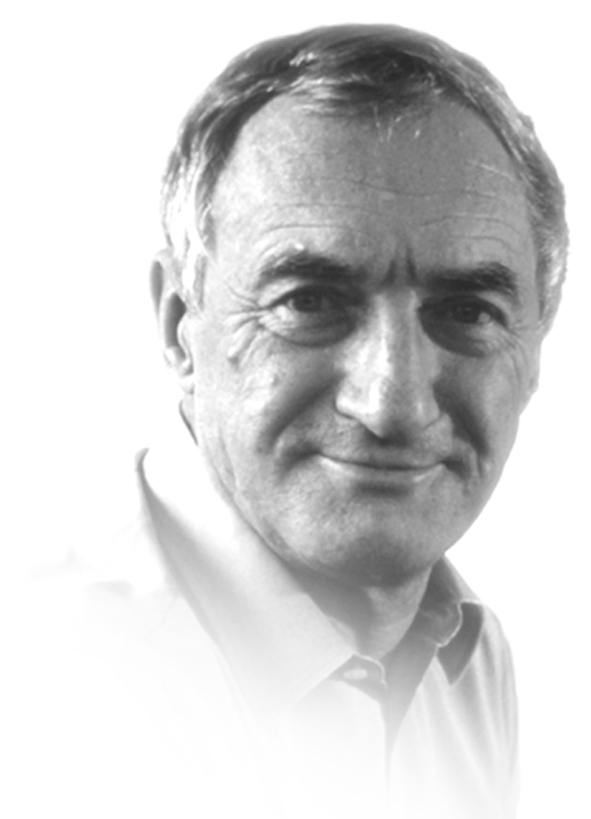
Rupert Riedl

Rupert Riedl (* 22. Februar 1925 in Wien; † 18. September 2005 ebenda) war ein österreichischer Zoologe. Riedl wurde vor allem bekannt für seine Arbeiten auf dem Gebiet der Meeresforschung (Biologie der Meereshöhlen, Fauna und Flora des Mittelmeers) sowie zur Systemtheorie der Evolution und zur Evolutionären Erkenntnistheorie. In seinem späteren Leben beschäftigte er sich auch mit Gesellschafts- und Umweltfragen. Er war Gründungspräsident des Club of Vienna.

## Leben
Von September bis Dezember 1943 war Riedl als Assistent des Meeresforschers Hans Hass an der Universität Wien tätig. 1945 begann Rupert Riedl, Sohn des Bildhauers Josef Franz Riedl, ein Studium der Bildenden Künste, Medizin, Anthropologie und Zoologie an der Universität Wien und promovierte 1951 im Fach Zoologie. 1956 wurde er Dozent für vergleichende Anatomie und Systematik und vier Jahre später erlangte er seine Habilitation und Professur am Zoologischen Institut der Universität Wien. Seine Tätigkeit führte ihn in die USA, wo er 1968 Full Professor und Research Professor of Marine Sciences an der University of North Carolina in Chapel Hill wurde.
Zurückgekehrt war Rupert Riedl ab 1971 Vorstand des Zoologischen Institutes Wien und i. V. Vorstand des Institutes für Humanbiologie, beide an der Universität Wien sowie Gastprofessor an der University of North Carolina.
Von 1983 bis 1990 fungierte Rupert Riedl als Vorstand des Instituts für Zoologie und Anthropologie an der Universität Wien. In dieser Zeit produzierte er mit dem österreichischen Fernsehen ORF fünf Dokumentarfilme mit dem Titel „Die Gärten des Poseidon: wie lebt und stirbt das Mittelmeer“. Er war auch Mitbegründer des Konrad-Lorenz-Instituts für Evolutions- und Kognitionsforschung am ehemaligen Wohnsitz von Konrad Lorenz in Altenberg im Jahre 1989. Er wurde danach auch  Vorstandsvorsitzender des Altenberger Instituts und Herausgeber der Zeitschrift Evolution and Cognition. Ab 1999 nahm er diese Funktion nur noch als Ehrenpräsident wahr.
Gleichzeitig gründete Rupert Riedl analog zum Club of Rome den  Club of Vienna, der sich mit interdisziplinären wissenschaftlichen und gesellschaftspolitischen Fragen beschäftigt. Auch nach seiner Emeritierung im Jahr 1995 hielt Rupert Riedl noch bis kurz vor seinem Tod Lehrveranstaltungen an der Universität ab. In seinen Vorlesungen war die Evolution ein wichtiges Thema. Dabei kritisierte er die Faktoren Darwins als unzureichend; die Mutation bezeichnete er als „blinden Konstrukteur“, die Selektion als „kurzsichtigen Opportunisten“. Riedl vermutete eine Art Vorselektion bereits im Bereich der Gene (da die Selektion im Bereich der Phäne viel zu aufwendig wäre und daher die „Ordnung des Lebendigen“ niemals zustande gebracht haben könnte). Insgesamt betrachtete er das Naturgeschehen und insbesondere die evolutionäre Entwicklung von Organismen als ein System von vernetzten Beziehungen:
„Die Strategie der Genesis, so behaupte ich, kennt Ursachen-Verknüpfungen in Form von Ketten nur im kleineren und nur Netze von Ursachen im ganzen. Und kein Ding in der realen Welt erklärt sich allein aus einer Richtung, jedes aus einem System von Wirkungen, deren selber es eine ist.“
Anlässlich seines 80. Geburtstags erschienen neben einer Zusammenfassung seines wissenschaftlichen Werks sein Weltbild Meine Sicht der Welt und seine Autobiographie Neugierde und Staunen.
Hoimar von Ditfurth (1921–1989) attestiert Riedl, die dritte kopernikanische Wende eingeleitet zu haben durch die Evolutionäre Erkenntnistheorie, wie er sie vertritt: „Für dieses Leben ist der Mensch nicht schlau genug.“
1985 erhielt er die Ehrenmedaille der Bundeshauptstadt Wien in Gold und den Donauland-Preis, 1994 den Preis der Stadt Wien, 2000 das Goldene Ehrenzeichen für Verdienste um das Land Wien und 2001 die Alexander-Kowalewski-Medaille. 1993 wurde er Ehrenpräsident des Forums österreichischer Wissenschaftler für Umweltschutz und 1987 korrespondierendes Mitglied der Gesellschaft der Ärzte in Wien.
Riedl wurde am Neustifter Friedhof in Wien bestattet.

## Forschungsreisen
Rupert Riedl unternahm mehrere Forschungsreisen. Darunter von:
- 1948–1949 Leiter der ersten österreichischen Nachkriegsexpedition mit Heinz Löffler in Sizilien und in der nordafrikanischen Inselwelt („Unterwasser-Expedition Austria“)
- 1950–1952 Studienaufenthalte an verschiedenen Meeresstationen im Mittelmeerraum und an der Nordsee
- 1952 Leiter der Österreichischen „Tyrrhenia-Expedition“. Während der Expedition entstand der Film Lichter unter Wasser.

Seine Forschungsarbeiten in North Carolina befassten sich vorwiegend mit dem Sandlückensystem der Küsten, dem Mesopsammon, dessen ökologische Bedeutung Riedl in den Vordergrund stellte. Dabei wurden viele neue Arten, speziell aus dem Stamm der Kiefermündchen (Gnathostomulida) entdeckt.

## Werke
- Fauna und Flora der Adria. Parey. 1963.
- Biologie der Meereshöhlen. Blackwell Wissensch. 1966.
- Fauna und Flora des Mittelmeeres. Parey. 1983.
- Die Ordnung des Lebendigen: Systembedingungen der Evolution. Parey, Hamburg/Berlin 1975.
- Die Strategie der Genesis. Naturgeschichte der realen Welt. Piper, München 1976.
- Order in Living Systems: A Systems Analysis of Evolution. Wiley, New York 1978 (Übersetzung von: Die Ordnung des Lebendigen).
- Über die Biologie des Ursachendenkens; ein evolutionistischer, systemtheoretischer Versuch. In: Mannheimer Forum 78/79. Mannheim. 1978/79.
- Biologie der Erkenntnis: Die stammesgeschichtlichen Grundlagen der Vernunft. Parey, Berlin/Hamburg 1980.
- Die Folgen des Ursachendenkens. In: Paul Watzlawick (Hrsg.): Die erfundene Wirklichkeit. Wie wissen wir, was wir zu wissen glauben? Piper, München/Zürich 1981, S. 67–91.
- Evolution und Erkenntnis. Piper, München 1982.
- mit Franz Kreuzer (Hrsg.): Evolution und Menschenbild. Hoffmann und Campe, Hamburg 1983.
- Die Spaltung des Weltbildes. Biologische Grundlagen des Erklärens und Verstehens. Parey, Berlin/Hamburg 1985.
- mit Franz Wuketits (Hrsg.): Die Evolutionäre Erkenntnistheorie: Bedingungen Lösungen Kontroversen. Parey, Berlin/Hamburg 1987.
- Kultur: Spätzündung der Evolution? Antworten auf Fragen an die Evolutions- und Erkenntnistheorie. Piper, München 1987.
- Begriff und Welt: Biologische Grundlagen des Erkennens und Begreifens. Parey, Berlin/Hamburg 1987.
- Der Wiederaufbau des Menschlichen. Wir brauchen Verträge zwischen Natur und Gesellschaft. Piper, Zürich 1988.
- Anpassungsmängel der menschlichen Vernunft. In: L. Bauer, H. Matis (Hrsg.): Evolution – Organisation – Management. Zur Entwicklung und Selbststeuerung komplexere Systeme. Duncker & Humblot, Berlin 1989, S. 39–54.
- Die Gärten des Poseidon. Wie lebt und stirbt das Mittelmeer? Ueberreuter, Wien 1989.
- Grenzen der Adaptierung. In: A. Fenk (Hrsg.): Evolution und Selbstbezug des Erkennens. Böhlau, Wien/Köln 1990.
- Wahrheit und Wahrscheinlichkeit. Biologische Grundlagen des Für-Wahr-Nehmens. Parey, Hamburg, Berlin 1992.
- Darwin, Zeus und Russels Huhn. Gespräche im Himmel und auf Erden. Kremayr & Scheriau, Wien 1994.
- Mit dem Kopf durch die Wand: die biologischen Grenzen des Denkens. Klett-Cotta, Stuttgart 1996.
- mit M. Delpos: Die Ursachen des Wachstums. Kremayr & Scheriau, Wien 1996.
- mit M. Delpos (Hrsg.): Die Evolutionäre Erkenntnistheorie im Spiegel der Wissenschaften. WUV, Wien 1996.
- Strukturen der Komplexität: Eine Morphologie des Erkennens und Erklärens. Springer, Berlin/Heidelberg 2000.
- Zufall, Chaos, Sinn. Nachdenken über Gott und die Welt. Kreuz, Stuttgart 2002.
- Die unheilige Allianz. Bildungsverlust zwischen Forschung und Wirtschaft. Fakultas, Wien 2002.
- Riedls Kulturgeschichte der Evolutionstheorie. Springer, Berlin/Heidelberg 2003.
- Clarissa und das blaue Kamel. Zeitreisen am Rande Europas. Seifert, Wien 2003.
- Meine Sicht der Welt. Seifert, Wien 2004.
- Kein Ende der Genesis. Wir und unsere Staaten. Czernin, Wien 2004.
- Neugierde und Staunen. Autobiographie. Seifert, Wien 2004.
- Weltwunder Mensch oder Wie wir gemacht sind. Seifert, Wien 2005.
- Der Verlust der Morphologie. Seifert, Wien 2006.

## Einzelbelege
1. ↑  Michael Jung: Schritte ins Niemandsland. Neue Einblicke in das Leben und Werk des Naturforschers Hans Hass. Hamburg, 2019, S. 101
2. ↑  Franz Stuhlhofer: Charles Darwin. Weltreise zum Agnostizismus. Berneck 1988, S. 14.
3. ↑  Rupert Riedl: Anpassungsmängel der menschlichen Vernunft. In: Günther Witzany (Hrsg.): Zukunft Österreich - EU Anschluss und die Folgen. Unipress, Salzburg 1998, ISBN 3-85419-108-1, S. 185–206.
4. ↑  Rupert Riedl: Die Strategie der Genesis. München/Zürich 1976, S. 21.
5. ↑  Hoimar von Ditfurth, An der Grenze zwischen Geist und Biologie, Spiegel 1979, Nr. 40
6. ↑  Die erste kopernikanische Wende hat den Menschen an den Rand der Welt gestellt und die zweite kopernikanische Wende durch Charles Darwin (1809–1882) hat den Menschen ins Tierreich gestellt. (Rupert Riedl, Evolution und Erkenntnis, München 1982, S. 242)
7. ↑  Konrad Lorenz (1965), Darwin hat recht gesehen
8. ↑  Auszeichnungen von Riedl, rupertriedl.org

| Personendaten    | Personendaten            |
| ---------------- | ------------------------ |
| NAME             | Riedl, Rupert            |
| KURZBESCHREIBUNG | österreichischer Zoologe |
| GEBURTSDATUM     | 22. Februar 1925         |
| GEBURTSORT       | Wien                     |
| STERBEDATUM      | 18. September 2005       |
| STERBEORT        | Wien                     |